# إيناكي أنتون
إيناكي أنتون (بالإسبانية: Iñaki Antón)‏ هو عازف قيثارة وملحن إسباني، ولد في 3 أغسطس 1964 في بلباو في إسبانيا.

## وصلات خارجية
- إيناكي أنتون على موقع ميوزك برينز (الإنجليزية)
- إيناكي أنتون على موقع ديسكوغز (الإنجليزية)